# Округ Вил (Илиноис)
Вил (енгл. Will County) је округ у америчкој савезној држави Илиноис.

## Демографија
По попису из 2010. године број становника је 677.560, што је 175.294 (34,9%) становника више него 2000. године.
| Група             | 2000.           | 2010.           |
| Белци             | 388.523 (77,4%) | 455.577 (67,2%) |
| Афроамериканци    | 52.509 (10,5%)  | 75.743 (11,2%)  |
| Азијати           | 11.125 (2,2%)   | 30.833 (4,6%)   |
| Хиспаноамериканци | 43.768 (8,7%)   | 105.817 (15,6%) |
| Укупно            | 502.266         | 677.560         |